# Brunsting
Brunsting (52° 52′ N, 6° 29′ L) é uma cidade dos Países Baixos, na província de Drente. Brunsting pertence ao município de Midden-Drente, e está situada a 16 km, a sul de Assen.
A área de Brunsting, que também inclui as partes periféricas da cidade, bem como a zona rural circundante, tem uma população estimada em 100 habitantes.